# Plesionika laevis
Plesionika laevis is een garnalensoort uit de familie van de Pandalidae. De wetenschappelijke naam van de soort is voor het eerst geldig gepubliceerd in 1883 door A. Milne-Edwards.